# روبين وونغ
روبين وونغ (بالإنجليزية: Robyn Wong) هي دراجة نيوزيلندية، ولدت في 23 نوفمبر 1970 في لور هوت في نيوزيلندا.

## وصلات خارجية
- روبين وونغ على موقع إحصائيات الدراجات الإحترافية (الإنجليزية)
- روبين وونغ على موقع اللجنة الأولمبية الدولية (الإنجليزية)
- روبين وونغ على موقع أوليمبيديا (الإنجليزية)
- روبين وونغ على موقع اللجنة الأولمبية النيوزيلندية (الإنجليزية)
- روبين وونغ على موقع اتحاد ألعاب الكومنولث (مؤرشف) (الإنجليزية)